# Bengt Holmberg (språkvetare)
Bengt Olaus Holmberg, född den 30 november 1904 i Masthuggs församling, Göteborg, död den 11 augusti 1985 i Ödsmåls församling, Stenungsunds kommun,  Göteborgs och Bohus län, var en svensk språkvetare.

## Biografi
Holmberg studerade nordiska språk vid Göteborgs högskola och fick sedan en lärartjänst på Högre allmänna läroverket i Uppsala. Han deltog som frivillig i finska vinterkriget. Efter kriget disputerade han 1946 i Uppsala på avhandlingen Tomt och toft som appellativ och ortnamnselement. I Uppsala förordnades han 1948 till universitetslektor i svenska samt 1950 till docent. När Göteborgs högskola 1954 ombildades till universitet erbjöds han lektoratet i svenska och kom då tillbaka till Göteborg.
Holmberg gav ut många böcker inom det svenska språket, i språkvård, tal- och skriftspråk, muntlig framställning, rösthygien och uttalsvård, det senare i samarbete med medicinsk sakkunskap. Tillsammans med talpedagogen Margita Liljefors gav han ut Talvård och Att läsa högt, och i samarbete med kollegan Fritz Askeberg böckerna Nusvenska och Svensk prosa som gavs ut i flera upplagor. Holmberg är begravd på Västra kyrkogården i Göteborg.